# Suvorovův památník
Suvorovův památník je 12 metrů vysoký pamětní kříž vytesaný do skály v soutěsce Schöllenen poblíž mostu Teufelsbrücke ve švýcarském kantonu Uri. Od září 1899 připomíná boje, které se v této oblasti odehrály 25. září 1799 během druhé koaliční války mezi napoleonskými vojsky pod velením Clauda-Jacquese Lecourba (1758–1815) a ruskými vojsky pod velením generála Alexandra Vasiljeviče Suvorova. Památník byl postaven uprostřed rokle.

## Historie
Pomník vznikl z iniciativy knížete Sergeje Golicyna, který chtěl dílo nechat postavit na vlastní náklady. V roce 1883 švýcarská Spolková rada žádost o zřízení pomníku schválila s podmínkou, že návrh památníku a nápis na něm podléhá schválení. To se stalo až poté, co byl návrh památníku změněn a byl postaven na počest padlých vojáků. Postavení pomníku cizímu generálovi by nebylo možné z důvodu švýcarské neutrality. Kantonální vláda nemohla souhlasit s památníkem "vpádu cizích mocností".
Výstavbu schválil majitel pozemku, Rada kantonu Uri, přičemž pozemek byl podle rozhodnutí Rady kantonu ze dne 13. října 1893 bezplatně postoupen Ruskému impériu. Stavební práce, podporované ruským ministerstvem zahraničí, trvaly téměř tři roky.
O pozemek o rozloze 563 m² (449 m² skály a 114 m² přístupové cesty) se stará obec Andermatt. Pozemek vlastní ruský stát zastoupený ruským velvyslanectvím v Bernu. Dotčená parcela č. 725 katastrálního území Andermatt podléhá švýcarskému právu bez omezení a je součástí švýcarského území.
Ruský prezident Dmitrij Medveděv navštívil památník během své státní návštěvy v roce 2009. Doprovázel ho prezident Švýcarské konfederace Hans-Rudolf Merz.